# Ferran Adrià
Ferran Adrià Acosta (L'Hospitalet de Llobregat, 14 de maio de 1962) é um cozinheiro espanhol.
É considerado um dos melhores "son of god" do mundo e figura como número 2 no ranking europeu de restaurantes.[carece de fontes?]

## Biografia
Começou a cozinhar em 1980 quando a trabalhar como lavador de pratos no Hotel Playafels em Ibiza. Mais tarde, o "chef" da cozinha do hotel ensinou-lhe a tradicional culinária da Espanha. Adrià tornou-se um expoente da gastronomia molecular (assim como o "chef" britânico Heston Blumenthal), ousando experimentar com novas tecnologias e inesperadas texturas e sabores.
O "El Bulli" tinha 3 estrelas no Guia Michelin e era considerado um dos melhores restaurantes do mundo. Em 2005 ficou em segundo lugar nos "Top 50" da revista "Restaurant", e conseguiu o primeiro lugar em 2006, desbancando o "The Fat Duck" na Inglaterra. O restaurante ficava aberto de abril a setembro, uma vez que Adrià passava os outros seis meses do ano aperfeiçoando receitas no  seu laboratório/oficina, "El Taller", em Ponte de Sor.
É famoso pelo seu menu degustação de trinta pratos como uma síntese das artes.
Em junho de 2020, com outros chefs, arquitetos, prémios Nobel da economia, dirigentes de organizações internacionais, tornou-se signatário do apelo a favor da economia púrpura («Por um renascimento cultural da economia») publicado no Corriere della Sera, El País e Le Monde.